# Seznam hlav států v roce 2024
V seznamu hlav států v roce 2024 jsou uvedeni nejvyšší představitelé všech nezávislých států, kteří vládli v roce 2024. Seznam je seřazen abecedně podle světadílů. Jsou zde uvedeny nejvyšší hlavy států (prezidenti, králové, atd.) a předsedové vlád (pokud taková funkce existuje), případně i další významné státní funkce (typicky generální guvernér zastupující britského krále nebo faktické hlavy států, pokud se liší od nominálních hlav).
V seznamu je uvedeno i několik území se sporným mezinárodním postavením, která jsou de facto nezávislá, de iure jsou ale součástí některého jiného státu.

## Afrika
| Název státu                  | Státní vlajka | Hlava státu                                                                                   | Předseda vlády                                                            |
| ---------------------------- | ------------- | --------------------------------------------------------------------------------------------- | ------------------------------------------------------------------------- |
| Alžírsko                     |               | prezident Abdal Madžíd Tabbúni                                                                | Nadir Larbaoui                                                            |
| Angola                       |               | prezident João Lourenço                                                                       | João Lourenço                                                             |
| Benin                        |               | prezident Patrice Talon                                                                       | Patrice Talon                                                             |
| Botswana                     |               | prezident Mokgweetsi Masisi (do 1. 11.) prezident Duma Boko (od 1. 11.)                       | Mokgweetsi Masisi (do 1. 11.) Duma Boko (od 1. 11.)                       |
| Burkina Faso                 |               | prozatímní prezident Ibrahim Traoré                                                           | Appolinaire Joachim Kyelem de Tambela                                     |
| Burundi                      |               | prezident Évariste Ndayishimiye                                                               | Gervais Ndirakobuca                                                       |
| Čad                          |               | předseda Přechodné vojenské rady Mahamat Déby                                                 | Succès Masra                                                              |
| DR Kongo                     |               | prezident Félix Tshisekedi                                                                    | Jean-Michel Sama Lukonde                                                  |
| Džibutsko                    |               | prezident Ismaïl Omar Guelleh                                                                 | Abdoulkader Kamil Mohamed                                                 |
| Egypt                        |               | prezident Abd al-Fattáh as-Sísí                                                               | Mustafa Madbúlí                                                           |
| Eritrea                      |               | prezident Isaias Afwerki                                                                      | Isaias Afwerki                                                            |
| Etiopie                      |               | prezidentka Sahle-Work Zewdeová (do 7. 10.) prezident Taye Atske Selassie (od 7. 10.)         | Abiy Ahmed                                                                |
| Gabon                        |               | prozatímní prezident Brice Clotaire Oligui Nguema                                             | Raymond Ndong Sima                                                        |
| Gambie                       |               | prezident Adama Barrow                                                                        | Adama Barrow                                                              |
| Ghana                        |               | prezident Nana Akufo-Addo                                                                     | Nana Akufo-Addo                                                           |
| Guinea                       |               | dočasný prezident Mamady Doumbouya                                                            | Bernard Goumou (do 27. 2.) Bah Oury (od 27. 2.)                           |
| Guinea-Bissau                |               | prezident Umaro Sissoco Embaló                                                                | Rui Duarte de Barros                                                      |
| Jihoafrická republika        |               | prezident Cyril Ramaphosa                                                                     | Cyril Ramaphosa                                                           |
| Jižní Súdán                  |               | prezident Salva Kiir Mayardit                                                                 | Salva Kiir Mayardit                                                       |
| Kamerun                      |               | prezident Paul Biya                                                                           | Joseph Ngute                                                              |
| Kapverdy                     |               | prezident José Maria Neves                                                                    | Ulisses Correia e Silva                                                   |
| Keňa                         |               | prezident William Ruto                                                                        | William Ruto                                                              |
| Komory                       |               | prezident Azali Assoumani                                                                     | Azali Assoumani                                                           |
| Lesotho                      |               | král Letsie III.                                                                              | Sam Matekane                                                              |
| Libérie                      |               | prezident George Weah (do 22. 1.) prezident Joseph Boakai (od 22. 1.)                         | George Weah (do 22. 1.) Joseph Boakai (od 22. 1.)                         |
| Libye                        |               | předseda poslanecké sněmovny Akila Sálih Ísá předseda Prezidentské rady Muhammad Younes Menfi | Abdal Hamíd Dbaíbá (předseda vlády Vrchní revoluční rady)                 |
| Madagaskar                   |               | dočasný prezident Christian Ntsay                                                             | Christian Ntsay                                                           |
| Malawi                       |               | prezident Lazarus Chakwera                                                                    | Lazarus Chakwera                                                          |
| Mali                         |               | prozatímní prezident Assimi Goita                                                             | Choguel Maïga (do 22.11.) Abdoulaye Maïga (od 22.11.)                     |
| Maroko                       |               | král Mohamed VI.                                                                              | Azíz Achanúš                                                              |
| Mauricius                    |               | prezident Prithvirajsing Roopun                                                               | Pravind Jugnauth                                                          |
| Mauritánie                   |               | prezident Muhammad uld Ghazuání                                                               | Mohamed Ould Bilal (do 2. 8.) Moctar Ould Diay (od 2. 8.)                 |
| Mosambik                     |               | prezident Filipe Nyusi                                                                        | Adriano Maleiane                                                          |
| Namibie                      |               | prezident Hage Geingob (do 4. 2., zemřel) dočasný prezident Nangolo Mbumba (od 4. 2.)         | Saara Kuugongelwa-Amadhila                                                |
| Niger                        |               | Předseda Národní rady pro ochranu vlasti Abdourahamane Tchiani                                | Ali Lamine Zène                                                           |
| Nigérie                      |               | prezident Bola Tinubu                                                                         | Bola Tinubu                                                               |
| Pobřeží slonoviny            |               | prezident Alassane Ouattara                                                                   | Robert Beugré Mambé                                                       |
| Republika Kongo              |               | prezident Denis Sassou-Nguesso                                                                | Anatole Collinet Makosso                                                  |
| Rovníková Guinea             |               | prezident Teodoro Obiang Nguema Mbasogo                                                       | Manuela Roka Botey (do 16. 8.) Manuel Osa Nsue Nsua (od 16. 8.)           |
| Rwanda                       |               | prezident Paul Kagame                                                                         | Edouard Ngirente                                                          |
| Senegal                      |               | prezident Macky Sall (do 2. 4.) prezident Bassirou Diomaye Faye (od 2. 4.)                    | Amadou Ba (do 6. 3.) Sidiki Kaba (6. 3. – 3. 4.) Ousmane Sonko (od 3. 4.) |
| Seychely                     |               | prezident Wavel Ramkalawan                                                                    | Wavel Ramkalawan                                                          |
| Sierra Leone                 |               | prezident Julius Maada Bio                                                                    | David Moinina Sengeh                                                      |
| Somálsko                     |               | prezident Hasan Šejk Mohamúd                                                                  | Hamza Abdi Barre                                                          |
| Středoafrická republika      |               | prezident Faustin-Archange Touadéra                                                           | Félix Moloua                                                              |
| Súdán                        |               | předseda Vysoké rady ozbrojených sil Abdal Fattáh Abdalrahmán Burhán                          | Osman Hussein                                                             |
| Svatý Tomáš a Princův ostrov |               | prezident Carlos VilaNova                                                                     | Patrice Trovoada                                                          |
| Svazijsko                    |               | král Mswati III.                                                                              | Russell Dlamini                                                           |
| Tanzanie                     |               | prezidentka Samia Suluhu Hassanová                                                            | Kassim Majaliwa                                                           |
| Togo                         |               | prezident Faure Gnassingbé                                                                    | Victoire Tomegah Dogbé                                                    |
| Tunisko                      |               | prezident Kaís Saíd                                                                           | Ahmad Hašání (do 7. 8.) Kámil Madúrí (od 7. 8.)                           |
| Uganda                       |               | prezident Yoweri Museveni                                                                     | Robinah Nabbanja                                                          |
| Zambie                       |               | prezident Hakainde Hichilema                                                                  | Hakainde Hichilema                                                        |
| Zimbabwe                     |               | prezident Emmerson Mnangagwa                                                                  | Emmerson Mnangagwa                                                        |

## Asie
| Název státu             | Státní vlajka | Hlava státu | Předseda vlády |
| ----------------------- | ------------- | --- | --- |
| Afghánistán             |               | nejvyšší vůdce Hajbatulláh Achúndzáda | Muhammad Hasan Achund (dočasný) |
| Arménie                 |               | prezident Vahagn Chačaturjan | Nikol Pašinjan |
| Ázerbájdžán             |               | prezident Ilham Alijev | Ali Asadov |
| Bahrajn                 |               | král Hamad bin Ísá Ál Chalífa | Salmán ibn Hamad Al Chalífa |
| Bangladéš               |               | prezident Mohammed Shahabuddin | Šajch Hasína Vadžídová (do 5. 8., rezignace) Muhammad Júnus (od 8. 8.)                                                                                        |
| Bhútán                  |               | král Džigme Khesar Namgjel Wangčhug | Tshering Tobgay |
| Brunej                  |               | sultán Hassanal Bolkiah | Hassanal Bolkiah |
| Čína                    |               | prezident Si Ťin-pching | Li Čchiang |
| Filipíny                |               | prezident Bongbong Marcos | Bongbong Marcos |
| Gruzie                  |               | prezidentka Salome Zurabišviliová (do 29. 12.) prezident Michail Kavelašvili (od 29. 12.)                                                                        | Irakli Garibašvili (do 8. 2.) Irakli Kobachidze (od 8. 2.) |
| Indie                   |               | prezidentka Draupadí Murmúová | Naréndra Módí |
| Indonésie               |               | prezident Joko Widodo (do 20. 10.) prezident Prabowo Subianto (od 20. 10.)                                                                                       | Joko Widodo (do 20. 10.) Prabowo Subianto (od 20. 10.) |
| Irák                    |               | prezident Abdul Latif Rašíd | Muhammad Šía Súdání |
| Írán                    |               | duchovní vůdce (faktická hlava státu) Sajjid Alí Chameneí | prezident (nominální hlava státu) Ebráhím Raísí (do 19. 5., zemřel) dočasný prezident Mohammad Mokhber (19. 5.- 28. 7.) prezident Masúd Pezeškján (od 28. 7.) |
| Izrael                  |               | prezident Jicchak Herzog | Benjamin Netanjahu |
| Japonsko                |               | císař Naruhito | Fumio Kišida (do 1. 10.) Šigeru Išiba (od 1. 10.) |
| Jemen                   |               | prezident Rašád Alím | Abdul Aziz Bin Habtour |
| Jižní Korea             |               | prezident Jun Sok-jol (od 14. 12., suspendován parlamentem) zastupující prezident Han Tok-su (14. 12. -27. 12.) zastupující prezident Choi Sang Mok (od 27. 12.) | Han Tok-su Choi Sang Mok (od 27. 12., zastupující) |
| Jordánsko               |               | král Abdalláh II. | Bišer Al-Khasawneh (do 18. 9.) Jafar Hassan (od 18. 9.) |
| Kambodža                |               | král Norodom Sihamoni | Hun Manet |
| Katar                   |               | emír Tamím bin Hamad Ál Thání | Muhammad bin Abdar Rahmán Sání |
| Kazachstán              |               | prezident Kasym-Žomart Kemeluly Tokajev | Alichan Smajlov (do 5. 2.) Roman Skljar (5.–6. 2., dočasný) Olžas Bektenov (od 6. 2.)                                                                         |
| Kuvajt                  |               | emír Mišal al-Ahmad al-Džábir as-Sabáh | Ahmad Nawaf al-Ahmad as-Sabáh (do 4. 1.) Mohammad Sabah al-Salem as-Sabáh (4. 1. – 15. 4.) Ahmad al-Abdullah as-Sabáh (od 15. 4)                              |
| Kyrgyzstán              |               | prezident Sadyr Žaparov | Akylbek Žaparov (do 16. 12.) Adylbek Kasymaliyev (od 16. 12., dočasný)                                                                                        |
| Laos                    |               | prezident Thongloun Sisoulith | Sonexay Siphandone |
| Libanon                 |               | Nadžíb Míkátí (vykonává pravomoci prezidenta) | Nadžíb Míkátí |
| Malajsie                |               | sultán Abdullah (do 31. 1.) sultán Tuanku Ibrahim Ismail ibni al-Marhum Sultan Iskandar (od 31. 1.)                                                              | Anwar Ibrahim |
| Maledivy                |               | prezident Mohamed Muizzu | Mohamed Muizzu |
| Mongolsko               |               | prezident Uchnaagijn Chürelsüch | Luvsannamsraj Ojun-Erdene |
| Myanmar                 |               | prezident Myint Swe | Min Aun Hlain |
| Nepál                   |               | prezident Rám Čandra Poudel | Pušpa Kamal Dahal (do 15. 7.) Khadga Prasád Oli (od 15. 7.)                                                                                                   |
| Omán                    |               | sultán Hajtham bin Tárik | Hajtham bin Tárik |
| Pákistán                |               | prezident Árif Alví (do 10. 3.) prezident Ásif Alí Zardárí (od 10. 3.)                                                                                           | Anwaar-ul-Haq Kakar (dočasný do 4. 3.) Šáhbáz Šaríf (od 4. 3.)                                                                                                |
| Saúdská Arábie          |               | král Salmán bin Abd al-Azíz | Muhammad bin Salmán |
| Severní Korea           |               | nejvyšší vůdce Kim Čong-un | Kim Tok Hun |
| Singapur                |               | prezident Tharman Shanmugaratnam | Lee Hsien Loong (do 15. 5.) Lawrence Wong (od 15. 5.) |
| Spojené arabské emiráty |               | prezident Muhammad ibn Zájid Ál Nahján | Muhammad bin Rášid Ál Maktúm |
| Srí Lanka               |               | prezident Ranil Vikremesinghe (do 23. 4.) prezident Anura Kumara Dissanayake (od 23. 4.)                                                                         | Dinesh Gunawardene (do 24. 4.) Harini Amarasuriya (od 24. 4.)                                                                                                 |
| Sýrie                   |               | prezident Bašár al-Asad (do 8.12., sesazen), poté funkce neobsazena                                                                                              | Husajn Arnús (do 14. 9.) Muhammad Ghazí Džalálí (14. 9.–10. 12.) Muhammad al-Bašír (od 10. 12.)                                                               |
| Tádžikistán             |               | prezident Emomalii Rachmon | Kokhir Rasulzoda |
| Thajsko                 |               | král Ráma X. | Srettha Thavisin (do 14. 8.) Phumtham Wechayachai ( 14. 8.–18. 8. dočasný) Petongtán Šinavatrová (od 18. 8.)                                                  |
| Turecko                 |               | prezident Recep Tayyip Erdoğan | Recep Tayyip Erdoğan |
| Turkmenistán            |               | prezident Serdar Berdimuhamedow | Serdar Berdimuhamedow |
| Uzbekistán              |               | prezident Shavkat Mirziyoyev | Abdulla Aripov |
| Vietnam                 |               | prezident Vo Van Thuong (do 21. 3.) dočasná prezidentka Võ Thị Ánh Xuân (21. 3.–22. 5) prezident Tô Lâm (22. 5.–21. 10) prezident Lương Cường (od 21. 10.)       | Phạm Minh Chính |
| Východní Timor          |               | prezident José Ramos-Horta | Xanana Gusmão |

## Evropa
| Název státu         | Státní vlajka | Hlava státu | Předseda vlády |
| ------------------- | ------------- | --- | --- |
| Albánie             |               | prezident Bajram Begaj | Edi Rama |
| Andorra             |               | Emmanuel Macron (zastupován Patrickem Strzodou) a spolukníže biskup Joan Enric Vives Sicília (zastupován Josepem Mariou Maurim)                                                                                | Xavier Espot Zamora |
| Belgie              |               | král Filip | Alexander De Croo |
| Bělorusko           |               | prezident Alexandr Lukašenko | Roman Golovčenko (do 10. 3.) Aleksandr Turchin (od 10. 3.)                                                                                       |
| Bosna a Hercegovina |               | předsednictvo: Željka Cvijanovićová (Srbka), Željko Komšić (Chorvat), Denis Bećirović (Bosňák) | Borjana Krišto |
| Bulharsko           |               | prezident Rumen Radev | Nikolaj Denkov (do 9. 4.) Dimitar Glavčev (od 9. 4., dočasný)                                                                                    |
| Černá Hora          |               | prezident Jakov Milatović | Milojko Spajić |
| Česko               |               | prezident Petr Pavel | Petr Fiala |
| Dánsko              |               | královna Markéta II. (do 14. 1., abdikace) král Frederik X. (od 14. 1.) | Mette Frederiksenová |
| Estonsko            |               | prezident Alar Karis | Kaja Kallasová (do 23. 7.) Kristen Michal (od 23. 7.)                                                                                            |
| Finsko              |               | prezident Sauli Niinistö (do 1. 3.) prezident Alexander Stubb (od 1. 3.) | Petteri Orpo |
| Francie             |               | prezident Emmanuel Macron | Élisabeth Borneová (do 9. 1.) Gabriel Attal (9. 1.–5. 9.) Michel Barnier (5. 9.–13. 12.) François Bayrou (od 13. 12.)                            |
| Chorvatsko          |               | prezident Zoran Milanović | Andrej Plenković |
| Irsko               |               | prezident Michael D. Higgins | Leo Varadkar (do 8. 4.) Simon Harris (od 9. 4.)                                                                                                  |
| Island              |               | prezident Guðni Thorlacius Jóhannesson (do 1. 8.) prezidentka Halla Tómasdóttir (od 1. 8.) | Katrín Jakobsdóttir (do 9. 4.) Bjarni Benediktsson (9. 4.–21. 12.) Kristrún Frostadóttir (od 21. 12.)                                            |
| Itálie              |               | prezident Sergio Mattarella | Giorgia Meloniová |
| Kypr                |               | prezident Níkos Christodúlídés | Níkos Christodúlídés |
| Lichtenštejnsko     |               | kníže Hans Adam II. a regent Alois z Lichtenštejna | Daniel Risch |
| Litva               |               | prezident Gitanas Nausėda | Ingrida Šimonytėová |
| Lotyšsko            |               | prezident Edgars Rinkēvičs | Evika Siliňová |
| Lucembursko         |               | velkovévoda Jindřich I. | Luc Frieden |
| Maďarsko            |               | prezidentka Katalin Nováková (do 26. 2., rezignace) prozatímní prezident László Kövér (od 26. 2. do 4. 3.) prezident Tamás Sulyok (od 5. 3.)                                                                   | Viktor Orbán |
| Malta               |               | prezident George Vella (do 4. 4.) prezidentka Myriam Spiteri Debono (od 4. 4.) | Robert Abela |
| Moldavsko           |               | prezidentka Maia Sanduová | Dorin Recean |
| Monako              |               | kníže Albert II. | Pierre Dartout (do 2. 9.) Didier Guillaume (od 2. 9.)                                                                                            |
| Německo             |               | spolkový prezident Frank-Walter Steinmeier | spolkový kancléř Olaf Scholz |
| Nizozemsko          |               | král Vilém-Alexandr | Mark Rutte (do 2. 7.) Dick Schoof (od 2. 7.) |
| Norsko              |               | král Harald V. | Jonas Gahr Støre |
| Polsko              |               | prezident Andrzej Duda | Donald Tusk |
| Portugalsko         |               | prezident Marcelo Rebelo de Sousa | António Costa (do 2. 4.) Luís Montenegro (od 2. 4.)                                                                                              |
| Rakousko            |               | spolkový prezident Alexander Van der Bellen | spolkový kancléř Karl Nehammer |
| Rumunsko            |               | prezident Klaus Iohannis | Marcel Ciolacu |
| Rusko               |               | prezident Vladimir Putin | Michail Mišustin |
| Řecko               |               | prezidentka Katerina Sakellaropulosová | Kyriakos Mitsotakis |
| San Marino          |               | kapitáni – regenti Filippo Tamagnini a Gaetano Troina (do 1. 4.) kapitáni – regenti Alessandro Rossi a Milena Gasperoni ( 1. 4.-1. 10.) kapitáni – regenti Francesca Civerchia a Dalibor Riccardi ( od 1. 10.) | Filippo Tamagnini a Gaetano Troina (do 1. 4.) Assandro Rossi a Milena Gasperoni ( 1. 4.-1. 10.) Francesca Civerchia a Dalibor Riccardi ( 1. 10.) |
| Severní Makedonie   |               | prezident Stevo Pendarovski (do 12. 5.) prezidentka Gordana Siljanovská Davková (od 12. 5.) | Dimitar Kovačevski (do 28. 1.) Talat Xhaferi (28. 1. - 23. 6.) Hristijan Mickoski (od 23. 6.)                                                    |
| Slovensko           |               | prezidentka Zuzana Čaputová (do 15. 6.) prezident Peter Pellegrini (od 15. 6.) | Robert Fico |
| Slovinsko           |               | prezidentka Nataša Pircová Musarová | Robert Golob |
| Spojené království  |               | král Karel III. | Rishi Sunak (do 5. 7.) Keir Starmer (od. 5. 7.)                                                                                                  |
| Srbsko              |               | prezident Aleksandar Vučić | Ana Brnabićová (do 20. 3.) Ivica Dačić (20. 3. - 2. 5.) Miloš Vučević (od. 2. 5.)                                                                |
| Španělsko           |               | král Filip VI. Španělský | Pedro Sánchez |
| Švédsko             |               | král Karel XVI. Gustav | Ulf Kristersson |
| Švýcarsko           |               | prezidentka Viola Amherdová | Viola Amherdová |
| Ukrajina            |               | prezident Volodymyr Zelenskyj | Denys Šmyhal |
| Vatikán             |               | papež František | státní sekretář Pietro Parolin předseda governorátu Fernando Vérgez Alzaga (do 1. 3.) předsedkyně governorátu Raffaella Petrini (od 1. 3.)       |

## Severní a Střední Amerika
| Název státu               | Státní vlajka | Hlava státu | Předseda vlády |
| ------------------------- | ------------- | --- | --- |
| Antigua a Barbuda         |               | král Karel III. – generální guvernér Sir Rodney Williams                                                                                            | Gaston Browne |
| Bahamy                    |               | král Karel III. – generální guvernérka Cynthia Prattová                                                                                             | Philip Davis |
| Barbados                  |               | prezidentka Sandra Masonová | Mia Mottleyová |
| Belize                    |               | král Karel III. – generální guvernérka Froyla Tzalamová                                                                                             | Johnny Briceño |
| Dominika                  |               | prezidentka Sylvanie Burtonová | Roosevelt Skerrit |
| Dominikánská republika    |               | prezident Luis Abinader | Luis Abinader |
| Grenada                   |               | král Karel III. – generální guvernérka Dame Cécile La Grenadeová                                                                                    | Keith Mitchell |
| Guatemala                 |               | prezident Alejandro Giammattei (do 22. 1.) prezident Bernardo Arévalo (od 14. 1.)                                                                   | Alejandro Giammattei (do 14. 1.) Bernardo Arévalo (od 14. 1.)                                                                          |
| Haiti                     |               | prezident Ariel Henry (do 12. 4., dočasný) Přechodná prezidentská rada 9 členná (25. 4. - 30.4.) prezident Edgard Leblanc Fils (od 30. 4., dočasný) | Ariel Henry (do 25. 4.) Patrick Boisvert (25. 4. - 30.4., dočasný) Fritz Belizaire (od 30.4.- 7. 6., dočasný) Garry Conille (od 7. 6.) |
| Honduras                  |               | prezidentka Xiomara Castrová | Xiomara Castro |
| Jamajka                   |               | král Karel III.– generální guvernér Sir Patrick Allen                                                                                               | Andrew Holness |
| Kanada                    |               | král Karel III. – generální guvernérka Mary Simonová                                                                                                | Justin Trudeau |
| Kostarika                 |               | prezident Rodrigo Chaves | Rodrigo Chaves |
| Kuba                      |               | prezident Miguel Díaz-Canel | Manuel Marrero |
| Mexiko                    |               | prezident Andrés Manuel López Obrador (do. 1. 10.) prezidentka Claudia Sheinbaumová (od 1. 10.)                                                     | Andrés Manuel López Obrador (do 1. 10.) Claudia Sheinbaumová (od 1. 10.)                                                               |
| Nikaragua                 |               | prezident Daniel Ortega | Daniel Ortega |
| Panama                    |               | prezident Laurentino Cortizo (do 1. 7.) prezident José Raúl Mulino (od 1. 7.)                                                                       | Laurentino Cortizo (do 1. 7.) José Raúl Mulino (od 1. 7.)                                                                              |
| Salvador                  |               | prezident Nayib Bukele zastupující prezidentka Claudia Rodríguez de Guevara                                                                         | Nayib Bukele zastupující prezidentka Claudia Rodríguez de Guevara                                                                      |
| Spojené státy americké    |               | prezident Joe Biden | Joe Biden |
| Svatá Lucie               |               | král Karel III. – dočasný generální guvernér Errol Charles                                                                                          | Philip J. Pierre |
| Svatý Kryštof a Nevis     |               | král Karel III. – generální guvernérka Dame Marcella Althea Liburdová                                                                               | Terrance Drew |
| Svatý Vincenc a Grenadiny |               | král Karel III. – generální guvernérka Dame Susan Douganová                                                                                         | Ralph Gonsalves |
| Trinidad a Tobago         |               | prezidentka Christine Kangalová | Keith Rowley |

## Jižní Amerika
| Název státu | Státní vlajka | Hlava státu                                            | Předseda vlády                                           |
| ----------- | ------------- | ------------------------------------------------------ | -------------------------------------------------------- |
| Argentina   |               | prezident Javier Milei                                 | Javier Milei                                             |
| Bolívie     |               | prezident Luis Arce                                    | Luis Arce                                                |
| Brazílie    |               | prezident Luiz Inácio Lula da Silva                    | Luiz Inácio Lula da Silva                                |
| Ekvádor     |               | prezident Daniel Noboa                                 | Daniel Noboa                                             |
| Guyana      |               | prezident Irfaan Ali                                   | Mark Phillips                                            |
| Chile       |               | prezident Gabriel Boric                                | Gabriel Boric                                            |
| Kolumbie    |               | prezident Gustavo Petro                                | Gustavo Petro                                            |
| Paraguay    |               | prezident Santiago Peña                                | Santiago Peña                                            |
| Peru        |               | prezidentka Dina Boluarteová                           | Alberto Otárola (do 5. 3.) Gustavo Adrianzén (od (6. 3.) |
| Surinam     |               | prezident Chan Santokhi                                | Chan Santokhi                                            |
| Uruguay     |               | prezident Luis Alberto Lacalle Pou                     | Luis Alberto Lacalle Pou                                 |
| Venezuela   |               | prezident Nicolás Maduro dočasný prezident Juan Guaidó | Nicolás Maduro Juan Guaidó                               |

## Oceánie
| Název státu                  | Státní vlajka | Hlava státu | Předseda vlády                                                 |
| ---------------------------- | ------------- | --- | -------------------------------------------------------------- |
| Austrálie                    |               | král Karel III. – generální guvernér David Hurley (do 1. 7.) generální guvernérka Sam Mostyn (od 1. 7.)        | Anthony Albanese                                               |
| Federativní státy Mikronésie |               | prezident Wesley W. Simina                                                                                     | Wesley W. Simina                                               |
| Fidži                        | .             | prezident Ratu Wiliame Katonivere (do 12. 11.) prezident Ratu Naiqama Lalabalavu (od 12. 11.)                  | Sitiveni Rabuka                                                |
| Kiribati                     |               | prezident Taneti Maamau                                                                                        | Taneti Maamau                                                  |
| Marshallovy ostrovy          |               | prezident David Kabua (do 3. 1.) prezidentka Hilda Heineová (od 3. 1.)                                         | David Kabua (do 3. 1.) Hilda Heineová (od 3. 1.)               |
| Nauru                        |               | prezident David Adeang                                                                                         | David Adeang                                                   |
| Nový Zéland                  |               | král Karel III. – generální guvernérka Cindy Kiro                                                              | Christopher Luxon                                              |
| Palau                        |               | prezident Surangel Whipps Jr.                                                                                  | Surangel Whipps Jr.                                            |
| Papua Nová Guinea            |               | král Karel III.– generální guvernér Bob Dadae                                                                  | James Marape                                                   |
| Samoa                        |               | náčelník Va'aletoa Sualauvi II.                                                                                | Naomi Mata'afa                                                 |
| Šalomounovy ostrovy          |               | král Karel III. – generální guvernér Sir David Vunagi (do 7. 7.) generální guvernér David Tiva Kapu (od 7. 7.) | Manasseh Sogavare (do 2. 5.) Jeremiah Manele (od 2. 5.)        |
| Tonga                        |               | král Tupou VI.                                                                                                 | Siaosi Sovaleni (do 9. 12.) Samiu Vaipulu (od 9. 12., dočasný) |
| Tuvalu                       |               | král Karel III. – generální guvernér Tofiga Vaevalu Falani                                                     | Kausea Natano (do 26. 2.) Feleti Teo (od 26. 2.)               |
| Vanuatu                      |               | prezident Nikenike Vurobaravu                                                                                  | Charlot Salwai (do 11. 2.) Jotham Napat (od 11. 2.)            |

## Státy se sporným mezinárodním uznáním
| Název státu    | Státní vlajka | Hlava státu                                                                    | Předseda vlády                                                   |
| -------------- | ------------- | ------------------------------------------------------------------------------ | ---------------------------------------------------------------- |
| Abcházie       |               | prezident Aslan Bžanija(do 19. 11.) Badra Gunba (od 19. 11. převzal pravomoci) | Aleksandr Ankvab(do 19. 11.) Valerij Bganba (od 19. 11. dočasně) |
| Jižní Osetie   |               | prezident Alan Gaglojev                                                        | Konstantin Džussojev                                             |
| Kosovo         |               | prezidentka Vjosa Osmaniová                                                    | Albin Kurti                                                      |
| Severní Kypr   |               | prezident Ersin Tatar                                                          | Ünal Üstel                                                       |
| Palestina      |               | prezident Mahmúd Abbás                                                         | Muhammad Ištaja                                                  |
| Tchaj-wan      |               | prezidentka Cchaj Jing-wen (do 20. 5.) prezident Laj Čching-te (od 20. 5.)     | Čchen Ťien-žen (do 20. 5.) Cho Jung-tai                          |
| Západní Sahara |               | prezident Brahim Ghali                                                         | Bouchraya Hammoudi Bayoun                                        |